# Chained to the City
Chained to the City è il primo EP del rapper statunitense Kevin Gates, pubblicato il 14 maggio 2018 dall'Atlantic Records e dalla Bread Winners Association, etichetta fondata dallo stesso Gates.

## Pubblicazione
Il progetto è stato pubblicato senza essere stato prima annunciato. È il primo progetto di Gates dalla sua scarcerazione avvenuta nel gennaio 2018.
Il primo video musicale del progetto è Change Lanes, pubblicato il 16 maggio 2018 e diretto da Cole Bennet. Il video musicale di Let it Sing è stato pubblicato il 5 giugno 2018, mentre il video musicale di Vouch è stato pubblicato il 6 agosto 2018.
| Recensione | Giudizio |
| ---------- | -------- |
| HipHopDX   | [ 7 ]    |

## Tracce
1. Change Lanes – 3:25 (testo: Kevin Gilyard, Pooh Beatz, Go Grizzly e Bobby Lamar Barrett – musica: Bobby Lamar Barrett, Pooh Beatz e Go Grizzly)
2. Vouch – 3:10 (testo: Gilyard, Squat Beats e Go Grizzly – musica: Go Grizzly e Squat Beats)
3. Let It Sing (testo: Gilyard e Pliznaya – musica: Pliznaya)